# Menat Undae
Le Menat Undae sono una struttura geologica della superficie di Venere.